# Kleanthi Myloná
Kleanthi Myloná –en griego, Κλεάνθη Μυλωνά– (9 de junio de 1974) es una deportista griega que compitió en halterofilia. Ganó una medalla de bronce en el Campeonato Europeo de Halterofilia de 2001, en la categoría de 69 kg.

## Palmarés internacional
| Campeonato Europeo | Campeonato Europeo   | Campeonato Europeo | Campeonato Europeo |
| Año                | Lugar                | Medalla            | Categoría          |
| ------------------ | -------------------- | ------------------ | ------------------ |
| 2001               | Trenčín (Eslovaquia) | Medalla de bronce  | 69 kg              |